# Bibliothèque publique de Lucques
La bibliothèque publique de Lucques (Biblioteca statale di Lucca) est une bibliothèque publique située à Lucques, en Italie.

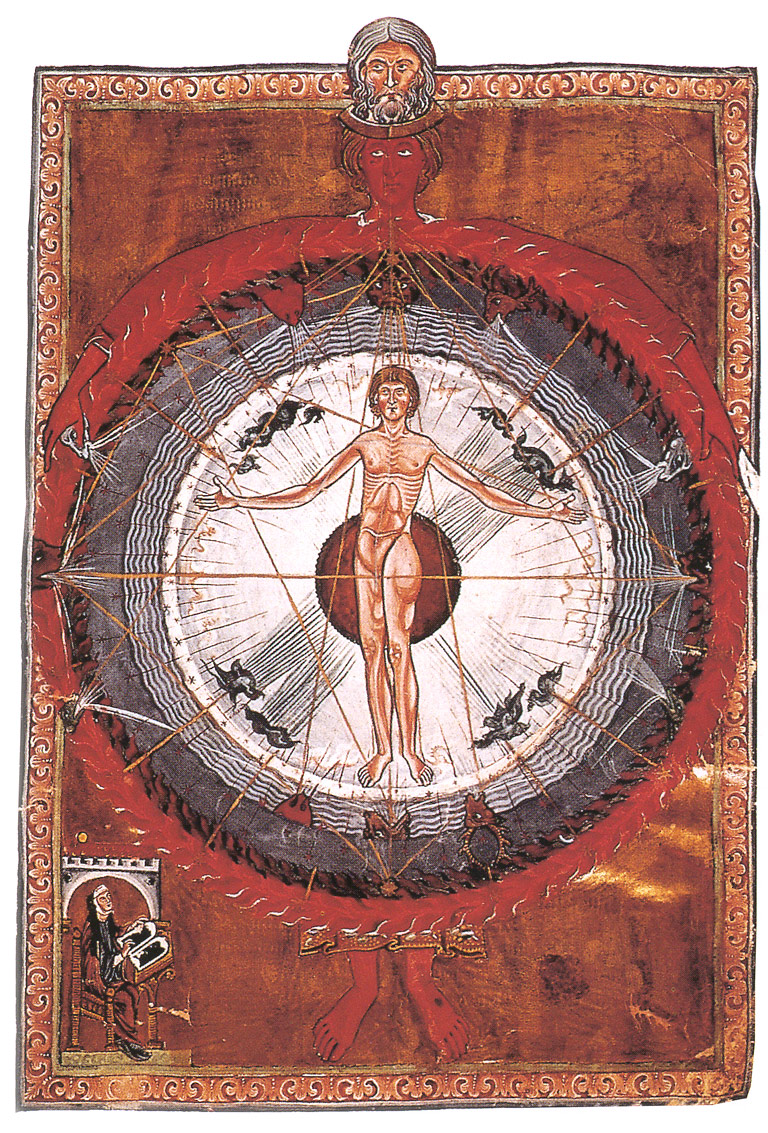
Représentation de l'homme et l'univers, miniature extraite d'un manuscrit du Liber divinorum operum d'Hildegarde de Bingen, Bibliothèque publique, Lucques, Cod.Lat.1942, f.9

La bibliothèque est établie dans l'ancien couvent de l'église Santa Maria Corteorlandini (it), anciennement l'église de l'ordre religieux des Clercs réguliers de la Mère de Dieu (en latin : Ordo Clericorum Regularium Matris Dei). Elle occupe la majeure partie du bâtiment et comprend trois grandes salles monumentales. La plus grande et la plus importante d'entre elles est le salon monumental baroque situé au dernier étage. Cette salle était l'ancienne bibliothèque de l'ordre.